# ボリス・シャポシニコフ
ボリス・ミハイロヴィチ・シャポシニコフ（ロシア語: Бори́с Миха́йлович Ша́пошников, ラテン文字転写: Boris Mikhailovitch Shaposhnikov, 1882年10月2日 - 1945年3月26日）は、ソビエト連邦の軍人。軍管区司令官、参謀総長を歴任。ソ連邦元帥。

## 経歴
ウラル山脈東麓のチェリャビンスク近く、ズラトウーストで生まれた。父はオレンブルク・コサック軍に従事しており、シャポシニコフも軍人として身を立てる事を志した。彼は1901年にロシア帝国軍に入隊し、1910年参謀本部軍事アカデミーを卒業し、第一次世界大戦時にはカフカス擲弾兵師団長、大佐まで昇進した。1917年、このような階級の将校では珍しく、彼はロシア革命を支持し、そして1918年5月、赤軍に参加し、最高軍事会議、ウクライナ陸海軍人民委員部で参謀職を務めた。
シャポシニコフは正式な訓練を受けた赤軍司令官の一人であり、1919年8月から共和国革命軍事会議野戦本部情報課長、同年9月から作戦局長となった。ロシア内戦終結後、1921年、労農赤軍参謀部に入り、参謀長第一補佐官となる。1925年～1928年、レニングラード軍管区、モスクワ軍管区司令官に任命される。1928年から1931年まで、ミハイル・トゥハチェフスキーの後任として労農赤軍参謀長（後の参謀総長）となり、その後沿ヴォルガ軍管区司令官を務めた。1932年、M.V.フルンゼ名称軍事アカデミー校長に任命され、その後1935年にレニングラード軍管区司令官に戻った。1937年、彼は参謀総長に任命された。1940年、彼はソ連邦元帥に任ぜられた。
帝国軍将校出身にもかかわらず、シャポシニコフはスターリンの敬意と信用を得た。皮肉にも彼の職業軍人としての姿勢が、スターリンからの疑惑を避けるのに役立ったと思われる（彼は1930年までソ連共産党には入らなかった）。彼が粛清から生き残るために支払った代価は、トゥハチェフスキーや他の多くの同僚を破滅させることへの協力であった。スターリンの敬愛は、シャポシニコフの最も重要な著作『Мозг армии（軍の頭脳）』1929年の写しを、机の上に常に置いていたという事実からも明らかである。
ソビエト連邦にとって幸いだったのは、シャポシニコフが明快な軍事思想と、高度な管理手腕を持っていたことである。彼は粛清の後、赤軍指導部を再建するために、スターリンの信用の下、その才能と地位を結びつけた。『軍の頭脳』は以後何十年もの間、すべてのソ連軍将校にとっての必読書であった。1939年にスターリンは、赤軍の軍事力を早急に強化するためのシャポシニコフの計画を了承した。彼の計画は、1941年6月にドイツ軍が侵攻する前には完了しなかったものの、完全な破滅からソ連を救うには十分なものであった。
1940年8月シャポシニコフは参謀総長を辞職した。公式には病気のためであったが、実際は冬戦争における大損害についてスターリンに責任を問われた結果であった。1940年8月～1941年7月、副国防人民委員。ドイツ軍の侵攻に際し、彼は参謀総長に再任された（1942年5月まで）。1942年5月、副国防人民委員となるが病気で辞任。その後は第一線を退き、1945年に死去するまでK.E.ヴォロシーロフ名称高等軍事アカデミーの校長を務めた。赤の広場のクレムリンの壁墓所に埋葬。

## 著作
- 「Конница」（「騎兵隊」、1923年）
- 「На Висле」（「ヴィスワにて」、1924年）
- 「Мозг армии」（「軍の頭脳」、3巻、1927年～1929年）

## 顕彰
レーニン勲章3個、赤旗勲章2個、1等スヴォーロフ勲章、赤星勲章2個を受章。
高等狙撃戦術課程「ヴィストレル」（Выстрел、スペツナズの課程）に彼の名前が冠せられた。